# موتور کوچ ایندستریز
موتور کوچ ایندستریز (انگلیسی: Motor Coach Industries) شرکت خودروسازی آمریکایی است، که در سال ۱۹۳۲ تأسیس شد.